# Erythrodiplax transversa
Erythrodiplax transversa ist eine mittelgroße Libellenart aus der Unterfamilie Sympetrinae. Sie ist der einzige bekannte Vertreter der Transversa-Gruppe und ähnelt den dunklen Arten der Connata-Gruppe. Das Artepitheton transversa deutet darauf hin, dass die Art im Hinterflügel eine zusätzliche Cubito-Analvene, sowie eine Vene im Flügeldreieck besitzt. Die Art ist in Venezuela heimisch.

## Merkmale

### Bau der Imago
Beiden Geschlechtern gemein ist die schwarze Grundfarbe und die, bis auf einen winzigen gelblichen Fleck am Ansatz, durchsichtigen Flügel. Das Pterostigma ist bräunlich und um die 2,7 Millimeter lang. Durch die beiden bereits in der Einleitung erwähnten Flügeladern lässt sich die Art zudem schnell von ähnlichen Arten unterscheiden. Die Hinterflügel erreichen 21,5 bis 22,0 Millimeter, das Abdomen ist um die 19 Millimeter lang. Das Männchen hat ein schwarzes Gesicht mit leicht bläulich, metallischen Einschlag. Bei den Weibchen hingegen ist das Gesicht bräunlich schwarz und auch die Beine und das Dorsum des Abdomens sind heller als beim Männchen und tendieren eher ins bräunliche.

### Bau der Larve
Die behaarte Larve trägt keinerlei dunkle Zeichnung und ist sehr blass. Sie erreicht eine Länge um die 14 Millimetern bei einer Breite von 4,8 Millimetern. Der hintere Femur ist 4,8 Millimeter und der hintere Tibia 4,9 Millimeter lang.
Das Labium reicht bis über das zweite Beinpaar zurück und ist mit Borsten besetzt. Zudem befinden sich auf den Palpen sechs und auf dem Prämentum zwölf Borsten. Die Flügelscheiden reichen bis zum fünften Segment des Abdomens. Auf den Segmenten acht und neun befinden sich Lateraldornen. Dorsaldornen hat die Art hingegen nicht.